# Джон МакҐреґор
Джон МакҐреґор (24 січня 1825, Грейвсенд — 16 липня 1892, Боскомб) — шотландський письменник-мандрівник і адвокат. Він вважається найважливішим піонером поширення веслування на каяках у континентальній Європі.

## Життя
У 1860-х роках він здійснив численні подорожі німецькими річками на своєму човні, відомому як «Роб Рой», і викликав ажіотаж своїм новим типом човна. Він описав ці подорожі у вигляді книги. Його нотатки вважаються одним із найважливіших джерел для дослідження історії веслування на каное і каяку.
У 1866 році МакҐреґор заснував Королівський каное-клуб, який вважається найстарішим клубом каноїстів у світі.

## Твори
- Tausend Meilen im „Rob Roy“ Canoe: Auf Flüssen und Seen Europas. [1865], ISBN 3-924580-20-0. books.google.de Ausgabe 1865
- Rob Roy auf der Ostsee: Eine Canoe-Reise durch Norwegen, Schweden, Dänemark, Schleswig-Holstein, die Nordsee und die Ostsee im Jahre 1866. ISBN 3-937343-79-2.
- Im Kanu auf heiligen Flüssen: Abenteuerliche Forschungsfahrt im „Rob Roy“ Canoe auf biblischen Gewässern. [1869], ISBN 3-924580-58-8. books.google.de Ausgabe 1870
- The voyage alone in the yawl “Rob Roy”: from London to Paris, and back. books.google.de

## Вебпосилання
- Бібліографія. Джон МакҐреґор // Німецька національна бібліотека

1. 1 2  SNAC — 2010.